# Пуденко, Григорий Иванович
Григорий Иванович Пуденко (5 мая 1921, село Березняки, теперь Хорольского района Полтавской области — 2004?, город Полтава) — советский государственный деятель, председатель Полтавского облисполкома в 1974—1978 годах. Член Ревизионной Комиссии КПУ в 1976—1981 г. Депутат Верховного Совета УССР 6-7-го и 9-го созывов. Заместитель председателя Верховного Совета УССР в июне 1976 — декабре 1978 г.

## Биография
Родился 5 мая 1921 года в селе Березняки Хорольского уезда Полтавской губернии в крестьянской семье.
В 1939—1947 г. — в Красной армии. В 1939—1941 г. — курсант Грозненского пехотного училища. Участник Великой Отечественной войны. Служил командиром стрелковой роты 861-го стрелкового полка 294-й стрелковой дивизии Северо-Западного фронта. Был тяжело ранен в сентябре 1941 года, получил инвалидность. С декабря 1942 года работал в органах военных комиссариатов, служил помощником начальника 1-й части Восточно-Казахстанского областного военного комиссариата Казахской ССР.
Член ВКП(б) с декабря 1946 года.
С 1947 г. — уполномоченный Покровско-Багачанской районной конторы организованного набора рабочих, заведующий Покровско-Багачанского районного финансового отдела Полтавской области.
В мае 1952 — сентябре 1954 г. — председатель исполнительного комитета Покровско-Багачанского районного Совета депутатов трудящихся Полтавской области.
В сентябре 1954 — июне 1958 г. — слушатель Высшей партийной школы при ЦК Компартии Украины.
В июне — сентябре 1958 г. — инструктор отдела партийных органов Полтавского областного комитета КПУ.
В сентябре 1958—1962 г. — 1-й секретарь Глобинского районного комитета КПУ Полтавской области, 1-й секретарь Хорольского районного комитета КПУ Полтавской области.
В 1962—1965 г. — начальник, секретарь партийного комитета Хорольского территориального производственного колхозно-совхозного управления Полтавской области.
В 1965—1968 г. — 1-й секретарь Лубенского районного комитета КПУ Полтавской области. Окончил заочно Киевский институт народного хозяйства.
В 1968—1974 г. — секретарь Полтавского областного комитета КПУ.
В январе 1974 — августе 1978 г. — председатель исполнительного комитета Полтавского областного совета депутатов трудящихся.
Потом — на пенсии в городе Полтаве.
Награждён орденами Ленина, Октябрьской революции, двумя — Трудового Красного Знамени, Отечественной войны І степени, Богдана Хмельницкого, медалями.